# Cranz (Amburgo)
Cranz è un quartiere della città tedesca di Amburgo. È compreso nel distretto di Harburg.La sua popolazione è di 744 abitanti (2010) e la sua densità di popolazione è di 572,31 abitanti per km²;la sua superficie è di 1.3 km², il codice postale è 21129.

## Storia
Nel 1937 la cosiddetta "legge sulla Grande Amburgo" decretò la cessione del comune di Cranz dalla Prussia al Land di Amburgo.